# Tommy Nilson
Tommy Nilson, född Hans Tommie Nilsson 23 februari 1935 i Upplands Väsby, död 14 september 2010 i Stockholm, var en svensk skådespelare.

## Biografi
Tommy Nilsson studerade vid Dramatens elevskola 1952–1955. Han uppgav i en intervju i Dagens Nyheter år 2010 att han blev sparkad av dramatens chef Karl Ragnar Gierow år 1959 för att han var homosexuell.
År 2007 blev han tvungen att amputera sitt ena ben.
Tommy Nilson avled den 14 september 2010, men hans bortgång tillkännagavs inte förrän den 20 november 2010.

## Teater

### Roller
| År   | Roll                                                          | Produktion                                                                          | Regi                       | Teater            |
| ---- | ------------------------------------------------------------- | ----------------------------------------------------------------------------------- | -------------------------- | ----------------- |
| 1958 | Mike                                                          | Utsikt från en bro (A view from the bridge) Arthur Miller                           | Alf Sjöberg                | Dramaten          |
| 1959 | Sanderus Madame Sanderus Andra advokaten Åldermannens motpart | Den politiske kannstöparen (Den Politiske Kandestøber) Ludvig Holberg               | Rune Carlsten              | Dramaten/ Folkan  |
| 1959 | Stuff                                                         | Ungdoms ljuva fågel (Sweet Bird of Youth) Tennessee Williams                        | Per Gerhard                | Vasateatern       |
| 1970 |                                                               | Oss pojkar emellan (The Boys in the Band) Mart Crowley                              | Pierre Fränckel            | Malmö stadsteater |
| 1971 |                                                               | Vår i luften (Boeing Boeing) Marc Camoletti                                         | Egon Larsson               | Malmö stadsteater |
| 1974 |                                                               | Jag vill träffa Mjosov (Где вы, месье Миуссов?) Valentin Katajev                    | Andris Blekte              | Malmö stadsteater |
| 1976 |                                                               | Arsenik och gamla spetsar (Arsenic and Old Lace) Joseph Kesselring                  | Andris Blekte              | Malmö stadsteater |
| 1978 |                                                               | Röde Orm från Kullen Lars Björkman, Pierre Fränckel och Bengt-Arne Wallin           | Pierre Fränckel Conny Borg | Malmö stadsteater |
| 1981 |                                                               | Den gråtande polisen - ett änglaspel Staffan Göthe                                  | Claes Camnert              | Malmö stadsteater |
| 1986 | Albin/Zaza                                                    | La Cage Aux Folles Jerry Herman och Harvey Fierstein                                | Mary Bettini               | Oscarsteatern     |
| 1992 | Bazile                                                        | Figaros bröllop (La Folle Journée, ou Le Mariage de Figaro ) Pierre de Beaumarchais | Wilhelm Carlsson           | Dramaten          |
| 1993 | Babyn                                                         | Tant Blomma Kristina Lugn                                                           | Richard Looft              | Dramaten          |
| 1994 | Bengtsson                                                     | Spöksonaten August Strindberg                                                       | Andrzej Wajda              | Dramaten          |
| 1995 | Kanslern                                                      | Vigseln (Ślub) Witold Gombrowicz                                                    | Karl Dunér                 | Dramaten          |

## Filmografi
- 1952 – Klasskamrater
- 1954 – Dans på rosor
- 1955 – Vildfåglar
- 1955 – Giftas
- 1955 – Sista ringen
- 1956 – Sceningång
- 1957 – Värmlänningarna
- 1959 – Ryttare i blått
- 1963 – Prins Hatt under jorden
- 1963 – Adam och Eva
- 1964 – Bröllopsbesvär
- 1966 – Adamsson i Sverige
- 1966 – Ormen
- 1967 – Roseanna
- 1968 – Vindingevals
- 1970 – Prinskorv med äggröra (kortfilm)
- 1975 – Vilse i pannkakan (TV-serie)
- 1980 – Sinkadus (TV-serie)
- 1983 – Lille Luj och Änglaljus i strumpornas hus (TV-serie)
- 1997 – En kvinnas huvud
- 1997 – Rederiet (TV-serie)